# Cyrtandra comocarpa
Cyrtandra comocarpa är en tvåhjärtbladig växtart som beskrevs av Margaret Clark Gillett. Cyrtandra comocarpa ingår i släktet Cyrtandra och familjen Gesneriaceae. Inga underarter finns listade i Catalogue of Life.